# Karl Weierstrass
Karl Theodor Wilhelm Weierstrass (Ennigerloh, 31. listopada 1815. – Berlin, 19. veljače 1897.) bio je njemački matematičar poznat kao „otac moderne analize”. Unatoč tome što je napustio sveučilište bez diplome, studirao je matematiku i radio kao nastavnik, predajući matematiku, fiziku, botaniku i gimnastiku.
Weierstrass je formalizirao definiciju kontinuiteta funkcije i kompleksne analize, dokazao teoreme o srednjoj vrijednosti i Bolzano-Weierstrassov teorem. Svoje zanimanje za matematiku počeo je razvijati još kao gimnazijalac u Paderbornu.
Nakon razdoblja bolesti, dobio je počasni doktorat 1854. godine. Od 1856. predavao je na berlinski institutima, a 1864. postao je profesor na Sveučilištu Friedrich Wilhelm u Berlinu.
Važan trenutak u njegovu životu bilo je upoznavanje sa Sofijom Kovalevskom 1870. godine, koju je privatno podučavao i smatrao svojom najboljom studenticom. Pomogao joj je da dobije doktorat bez usmene obrane. Nju se smatra jednom od najznačajnijih znanstvenica prije 20. stoljeća.
U matematici je precizirao definicije kontinuiteta i konvergencije. Uveo je epsilon-delta dokaze i značajno doprinio razumijevanju matematičke analize.
Weierstrass je posljednje tri godine života bio nepokretan i umro je u Berlinu od upale pluća 1897. godine.